# 宮崎淳 (小惑星)
宮崎淳（みやざきあつし、27982 Atsushimiyazaki）は埼玉県の天文家、佐藤直人が1997年10月に秩父市で発見した小惑星。
トルコ東部で2011年10月23日に発生した巨大地震（トルコ東部地震 (2011年10月)）の被災者支援活動中、余震（トルコ東部地震 (2011年11月)）のため宿泊先のホテルが倒壊し死去した日本の NPO法人「難民を助ける会」（AAR Japan）職員の 宮崎淳 （1970-2011）に因んで2012年4月に命名した。